# Echinocereus subinermis
Echinocereus subinermis ist eine Pflanzenart in der Gattung Echinocereus aus der Familie der Kakteengewächse (Cactaceae). Das Artepitheton subinermis leitet sich von den lateinischen Worten sub- für ‚fast‘ bzw. ‚mehr oder weniger‘ und inermis für ‚unbewehrt‘ ab und verweist auf die kurzen Dornen der Art.

## Beschreibung
Echinocereus subinermis wächst einzeln oder verzweigend und bildet häufig Gruppen, die aus bis zu 10 Trieben bestehen. Die graugrünen bis rötlichen, niedergedrückt kugelförmigen bis zylindrischen Triebe sind 4 bis 33 Zentimeter lang und weisen Durchmesser von 4 bis 15 Zentimeter auf. Es sind fünf bis elf scharfe Rippen vorhanden, die gehöckert sind oder gerade Kanten aufweisen. Die bis zu vier meist abstehenden Mitteldornen, die auch fehlen können, sind hell oder dunkel gefärbt. Sie weisen Längen von 0,1 bis 2 Zentimeter auf. Die bis zu zehn schlanken, hellgelben bis grauen Randdornen sind 0,1 bis 3 Zentimeter lang. Die Randdornen können ebenfalls vollständig fehlen.
Die trichterförmigen  und duftenden Blüten sind leuchtend gelb. Sie erscheinen in der Nähe der Triebspitzen, sind 7 bis 10 Zentimeter lang und erreichen Durchmesser von 5 bis 13 Zentimeter. Die graugrünen verkehrt eiförmigen Früchte sind bedornt und enthalten weißes Fruchtfleisch. Sie reißen längs auf.

## Verbreitung, Systematik und Gefährdung
Echinocereus subinermis ist in den mexikanischen Bundesstaaten Sonora, Sinaloa, Chihuahua und Durango im Westen der Sierra Madre Occidental verbreitet.
Die Erstbeschreibung durch Frederick Scheer wurde 1856 veröffentlicht.
Es werden folgende Unterarten unterschieden:
- Echinocereus subinermis subsp. subinermis
- Echinocereus subinermis subsp. ochoterenae (J.G.Ortega) N.P.Taylor

In der Roten Liste gefährdeter Arten der IUCN wird die Art als „Data Deficient (DD)“, d. h. mit keinen ausreichenden Daten geführt.

## Nachweise